# Nova Gradiška
Nova Gradiška (Hongaars: Újgradiska , Duits: Neugradiska of Neu-Gradisca, vroeger Friedrichsdorf) is een stad en gemeente in de Kroatische provincie Brod-Posavina.
Nova Gradiška telt 15.833 inwoners.

## Geboren
- Goran Vlaović (1972), voetballer
- Matija Kvasina (1981), wielrenner
- Karlo Lulić (1996), voetballer

Steden (gradovi): Slavonski Brod · Nova Gradiška

Gemeenten (općine): Bebrina · Brodski Stupnik · Bukovlje · Cernik · Davor · Donji Andrijevci · Dragalić · Garčin · Gornja Vrba · Gornji Bogićevci · Gundinci · Klakar · Nova Kapela · Okučani · Oprisavci · Oriovac · Podcrkavlje · Rešetari · Sibinj · Sikirevci · Slavonski Šamac · Stara Gradiška · Staro Petrovo Selo · Velika Kopanica · Vrbje · Vrpolje